# Vimana (mitología hinduista)

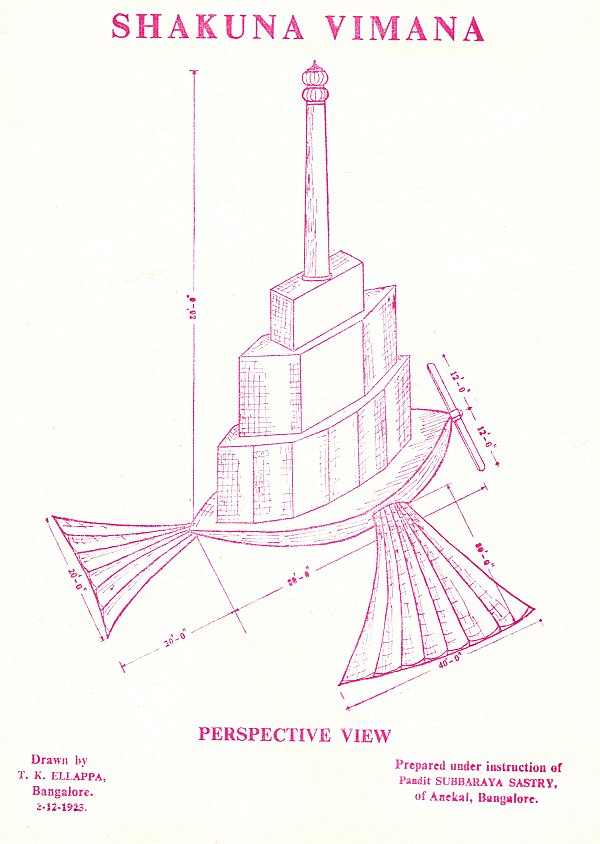
Una ilustración del shakuna vimana que se supone que volaría como un pájaro, con alas móviles y cola.

El vimana (en sánscrito विमान vimāna) es un vehículo volador de la mitología hinduista. Se pueden encontrar referencias sobre este artefacto, que incluyen su uso en la guerra, en los más antiguos textos literarios de la India.

## Relatos en textos antiguos
En el Rig-veda (cuyas partes más antiguas datan del II milenio a. C., aunque fue puesto por escrito mucho más tarde) se relata que el dios solar Suria viaja en un vimana luminoso, que es el propio Sol. Otros dioses también vuelan en vimanas con ruedas, tirados por animales, generalmente caballos, aunque el carruaje del dios Pushan es tirado por cabras. En el Majabhárata (c. siglo III a. C.) no se los nombra. En el Ramaiana (c. siglo III a. C.), el Kirata aryuníia (c. siglo VI d. C.), el Samarangana-sutradhara (c. siglo XI) y el Bhágavata-purana (c. siglo XII) se describen vimanas de diferentes tamaños y formas, como un carro o carroza de los dioses, ocasionalmente un simple trono alado, pero en otras textos se lo describe como palacio, que puede alcanzar varios pisos de altura.
En el Ramayana se menciona al arquitecto divino Vishua Karma (identificado con Tuastri,el artesano celestial) como constructor del vimana floreal de Rama, el cual originalmente perteneció a Brahma.

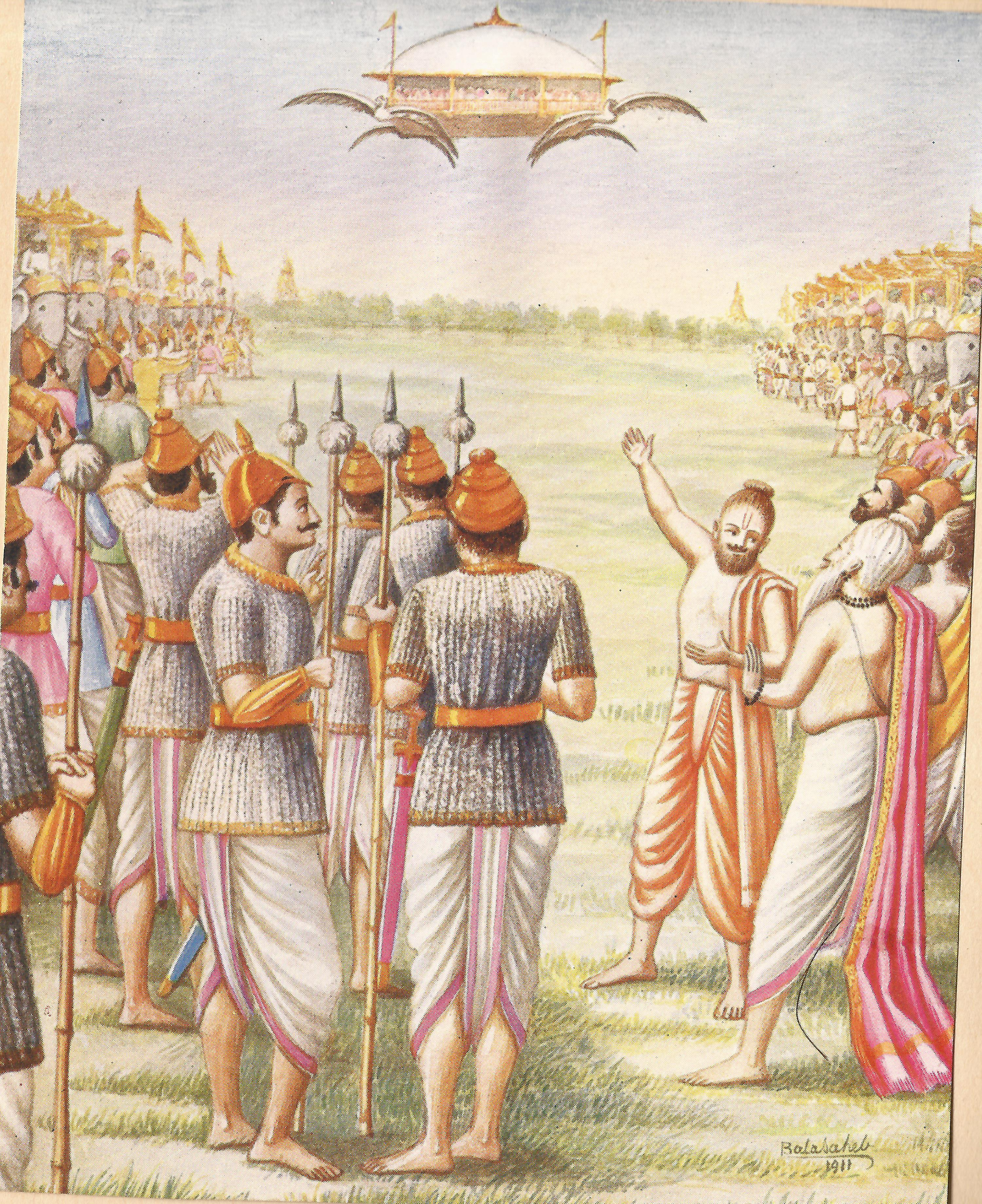
El vehículo aéreo de flores (1916), ilustración de Bala Sahib para el libro Chitra Ramaiana. El rey Rama regresa a su ciudad, Aiodia, montado en un vimana construido con flores.

### Ramaiana
En el Ramaiana ― poema épico  del siglo III a. C. atribuido el poeta Valmiki― se encuentran alusiones a carros voladores que habrían sido utilizados en el curso de las guerras entre los dioses del panteón hinduista. El demonio Rávana poseía un pushpaka (vimana de flores) con el que podía volar.

Mientras se iban desarrollando estas cosas, Rama, el Kakutsida, le dijo a Vibhishana: «Ocúpate de procurarme un pronto regreso a mi ciudad. El camino a Aiodhiá es muy difícil de recorrer». A lo que respondió Vibhishana: «Hijo de monarca de la Tierra, yo cuidaré que te conduzcan a tu ciudad. Hay un carro llamado pushpaka, carro incomparable, resplandeciente como el Sol y que marcha por sí mismo. Montado sobre ese carro, él te conducirá sin inquietud hasta Aiodhiá. Tras estas palabras Vibhishana llamó urgentemente al carro parecido al Sol, acompañado por su hermano y por la ilustre videhana, encendida de rubor. El raghuida, ya montado, le dijo a Sugriva: «Apresúrate a subir en el carro con tus generales, Sugriva. Sube también con tus ministros, Vibhishana, monarca de los rakshasas. Al instante, Sugriva con los reyes de los simios, y Vibhishana con sus ministros, llenos de alegría, montaron en el gran carro pushpaka. Cuando todos estuvieron embarcados, Rama ordenó al vehículo que partiese y el incomparable carro de Kuvera se elevó hacia el mismo seno de los cielos. El carro volaba como una gran nube empujada por los vientos. Desde allí paseando su mirada por doquier, el guerrero descendiente de Raghú, dijo a Sita la mithiliana, la del rostro bello como el astro de la noche: «Mira, ya veo el palacio de mi madre... ¡Aiodhiá! ¡Inclínate ante ella, Sita, mi videhana, hete aquí de regreso!». Apenas la muchedumbre, presurosa, les vio llegar como un segundo sol y con tan rápida marcha, el aire fue rasgado con potentes gritos de alegría, lanzados por ancianos, mujeres y niños. Todos gritaban: «¡Aquí está Rama!». Bharata, pasando de la tristeza a la alegría, se acercó, con las manos juntas y honró a Rama: «Sé bienvenido», pronunció, con el respeto que le merecía su hermano. Pero éste se apresuró a alzarlo, lo apretó contra su pecho y lo estrechó entre sus brazos con alegría.
Valmiki, Ramaiana

### Samarangana sutradhara
El Samarangana-sutradhara es una obra enciclopédica acerca de la arquitectura clásica hinduista (vastu shastra) escrita por el rey paramara Bhoja de Dhar, quien vivió entre el 1000 y el 1055. En 83 capítulos se tratan temas como la planificación urbanística, la arquitectura de casas y templos, la escultura decorativa y los mudras (diferentes poses de las manos y las piernas), los cánones de la pintura artística y un capítulo (el 31) dedicado a las iantras (‘máquinas’).
Este último capítulo ha atraído la atención de las pseudociencias y la ufología en particular. El escritor suizo Erich von Däniken, en su libro Erinnerungen an die Zukunft aseguró: «En el Samarangana sutradhara hay capítulos completos dedicados a describir aeronaves que escupen fuego y mercurio por la cola». Sin embargo, en el texto original sólo seis versos (95 a 100) mencionan a los vimanas y los describe como: «con forma de pájaro». 
A partir de los dichos, falsos, de Daniken, algunos ufólogos sostuvieron que Samarangana sutradhara dedica cientos de páginas a los vimanas a los que describen propulsados por un supuesto «motor vórtex de mercurio»:

Los motores de mercurio se describen en antiguos manuscritos de la India...
El manuscrito védico Samarangana sutrachara [sic, por sutradhara] da no menos de 49 tipos de «fuego propulsivo» usado en vehículos voladores sin alas de la India. Esta obra dedica más de 200 páginas para describir cómo construir y volar esas avanzadas naves.
Jonathan Eisen, Suppressed inventions, pp. 503/4

## Otras menciones en textos sánscritos
- El nau-vimana que aparece en el Raghu-vamsa (16.68) podría ser un vimana con forma de nave.
- Textos de la India tardíos: otros vehículos voladores, y a veces se utiliza como una manera poética de mencionar vehículos comunes terrestres.
- En algunos lenguajes modernos de la India ―por ejemplo en guyaratí― la palabra vimania significa ‘avión’.
- A principios del siglo XX, un médium hinduista escribió en sánscrito un texto supuestamente antiguo (aunque lleno de errores de concepto y anacronismos): el Vaimanika-shastra (Escritura acerca de los vimanas).

## Otros significados de vimana
- vímana: técnica de medir bien las proporciones (por ejemplo la relación correcta entre los humores del cuerpo, de las medicinas y remedios, etc.).
- agní-jotra-vímana: altar para fuego de sacrificio (iagñá) ante el que se recitan mantras y se derrama ghī (mantequilla clarificada). En internet se lo menciona como «agnihotra vimana con dos motores», pero no es posible que se trate de un vehículo, ya que en idioma sánscrito agní quiere decir ‘fuego’ y jotra ‘sacrificio’.
- Otras clases de vímanas reciben su nombre del ibis, el elefante y otros animales.
- asha-vimana: se desconoce el significado, aunque asha significa ‘elefante’. En Internet se lo menciona como «aja vimana con más motores»...

- vi-mana: ‘apartado’, ‘que se ha medido’.
- vimanam: una parte de un templo hinduista, de una forma particular. También un tipo de torre.
- vimanam: un área de tierra medida y separada para ser utilizada con propósitos sagrados.
- vimāna: ‘avión’, actualmente en guyaratí
- bimān: ‘avión’, actualmente en bengalí

La palabra vimana (sin acento) tiene otros significados (siendo que la palabra mana significa ‘mente’, ‘comprensión’, ‘corazón’, ‘sentimiento’):
- Cuando vi es un intensificador:
  - vimana: ‘persona que tiene una mente penetrante’, ‘sagaz’; según el Rig-veda 10.82.2.

- Cuando vi significa ‘contra’:
  - vimana: ‘sin mente’, tonto (según el Rig-veda 8.86.2).
  - vimana: perplejo, desconsolado, angustiado, con el corazón roto (según el Majabhárata y los textos de Iagñavalkia).
  - vimana: cambiante en mente y sentimientos, adverso, hostil (según el Ramaiana).
- vimana: una pequeña parte de texto que se usa como inspiración del sermón budista (según el libro budista denominado Vimana-vatthu, en palī ‘historia de los sermones’).